# IJle moerasorchis
De ijle moerasorchis, ook wel ijle orchis (Anacamptis laxiflora), is een Europese orchidee. Het is een soort die vochtige, oligotrofe graslandmilieus verkiest, en daardoor sterk achteruit gaat.
De ijle moerasorchis kwam ooit in België en Nederland voor, maar is daar verdwenen.

## Naamgeving enetymologie
- Synoniem: Orchis laxiflora Lamarck 1779, O. palustris var. laxiflora Friedrichsthal, O. ensifolia Villars 1787, O. laxiflora subsp. ensifolia (Villars) Ascherson & Gräbner
- Frans: Orchis à fleurs lâches, Pentecôte

De botanische naam Anacamptis is afkomstig van het Oudgriekse ἀνακάμπτειν, anakamptein, achterover leunen, wat slaat op de naar achter gebogen pollinia. De soortaanduiding laxiflora is afkomstig van het Latijnse laxus (los) en flos (bloem), wat, net als de Nederlandstalige naam, slaat op de ijle bloeiwijze.

## Kenmerken

### Plant
De ijle moerasorchis is een overblijvende, niet-winterharde geofyt. Het is een middelgrote (maximaal 60 cm), slanke plant met een naar boven toe violet aangelopen bloemstengel, verspreid staande ongevlekte bladeren en een smalle, tot 25 cm lange, ijle aar met tot 40 violet-witte bloemen.

### Bladeren
De 3 tot 8 bladeren staan verspreid langs de stengel, zijn lichtgroen, ongevlekt, lijnlancetvormig, in de lengte tot een gootje geplooid, aan de bovenzijde duidelijk generfd, en naar boven toe kleiner wordend en overgaand in rood-paarse schutbladen.

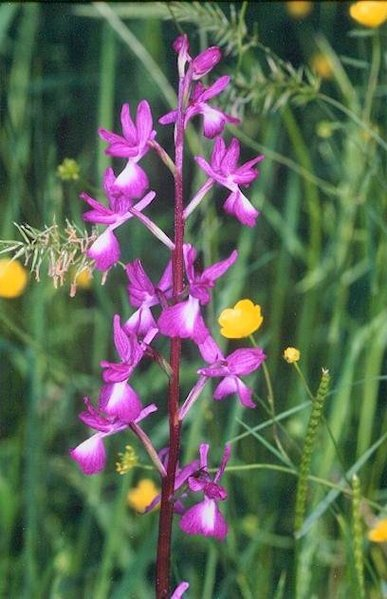
Detail bloeiwijze

### Bloemen
De bloemen zijn tot 2,5 cm groot, afstaand, tweekleurig violet-wit, met donkerder nerven. De langwerpige zijdelingse kelkbladen staan schuin omhoog, soms bijna verticaal. De bovenste kroonbladen zijn kleiner en vormen samen met het bovenste kelkblad een helm boven het gynostemium.
De lip is veel groter dan de andere bloembladen, vaag drielobbig, bepaald breder dan lang maar met de zijlobben teruggeslagen, zodat de bloem een smalle indruk maakt. De middelste lob is korter dan de zijdelingse, en evenals deze met een gegolfde rand. Het centrale gedeelte van de lip is zuiver helwit, en steekt duidelijk af tegen de roodviolette zijkanten. Het fijne spoor heeft ongeveer twee derde van de lengte van het vruchtbeginsel maar is naar boven gebogen.
De bloeitijd is van april tot juni.

## Voortplanting
De ijle moerasorchis wordt bestoven door twee hommelsoorten. 

## Habitat
De ijle moerasorchis geeft de voorkeur aan natte of vochtige graslanden met een neutrale tot licht zure bodem, vaak in kwelzones, in volle zon. In middelgebergtes komt de soort voor tot op hoogtes van 1000 m.

## Verspreiding en voorkomen
De ijle moerasorchis komt voor in praktisch alle landen van het Middellandse Zeegebied, van Spanje in het westen tot Turkije in het oosten. Ook langs de Franse Atlantische kust tot in Bretagne.
In België kwam de soort ooit (zeldzaam) voor in het kustgebied en in de provincie Henegouwen.
In Nederland zou de ijle moerasorchis in 1980 eenmaal gevonden zijn in in een rietveld in Zeeuws-Vlaanderen.

## Verwantschap en gelijkende soorten
De ijle moerasorchis behoort samen met enkele sterk gelijkende zustersoorten A. elegans, de moerasorchis (A. palustris), A. pseudolaxiflora, A. robusta en A. dinsmorei tot een groep binnen het geslacht Anacamptis, de sectie Laxiflorae. Alle soorten van deze sectie verkiezen vochtige plaatsen.
De ijle moerasorchis heeft een overlappend verspreidingsgebied en hetzelfde habitat als de gewone moerasorchis, maar kan daarvan onderscheiden worden door zijn bloemlip, die breder dan lang is, met naar achter geplooide zijlobben, een kortere middenlob en een ongevlekt centrum.
Buiten deze vijf soorten is er door de ijle bloeiwijze en specifieke bloemkleur nauwelijks verwarring met andere orchideeën mogelijk.

## Bedreiging en bescherming
De ijle moerasorchis is sterk bedreigd, op vele plaatsen op het punt van verdwijnen. De wijzigende landbouwmethodes, waarbij natte weilanden nauwelijks nog getolereerd worden, is de belangrijkste oorzaak van deze achteruitgang.
De plant is in België volledig en in Frankrijk in verschillende regio's beschermd.
In België staat hij op de lijst van wettelijk beschermde planten in België als onzeker voorkomend.